# Semion Novgorodov
Semion Andreïevitch Novgorodov (en russe : Семён Андреевич Новгородов), né le 13 février 1892 et mort le 28 février 1924, est un homme politique et linguiste russe issu du peuple iakoute. Il a notamment créé l'alphabet qui porte son nom, qui fut le premier système d'écriture standardisé utilisé pour retranscrire la langue iakoute à partir de 1917, modifié en 1924 avant d’être remplacé en 1929.